# Байдуші
Байду́ші (рос. Байдуши, чув. Пайтуш) — присілок у складі Цівільського району Чувашії, Росія. Входить до складу Малоянгорчинського сільського поселення.
Населення — 215 осіб (2010; 235 у 2002).
Національний склад:
- чуваші — 99 %